# Płyta Orlicka
Płyta Orlicka (czes. Orlická tabule) jest północno-wschodnią częścią Płyty Wschodnioczeskiej (czes. Východočeská tabule).
Od północy graniczy z Podgórzem Karkonoskim (czes. Krkonošské podhůří), od północnego wschodu z Pogórzem Orlickim (czes. Podorlická pahorkatina), od południowego wschodu z Wyżyną Switawską (czes. Svitavská pahorkatina), od południowego zachodu i zachodu z Płytą Wschodniołabską (czes. Východolabská tabule).
Zbudowana jest głównie ze skał osadowych wieku górnokredowego: piaskowców, mułowców, iłowców.
Leży w dorzeczu Łaby (czes. Labe) i jej dopływów: Úpy, Metuji i Orlicy (czes. Orlice).
Największą miejscowością jest Rychnov nad Kněžnou.

## Podział
Płyta Orlicka:
- Płyta Upsko-Metujska (czes. Úpsko-metujská tabule) – średnia wysokość 285 m n.p.m.
- Płyta Trzebiechowicka (czes. Třebechovická tabule) – U rozhledny (451 m n.p.m.)

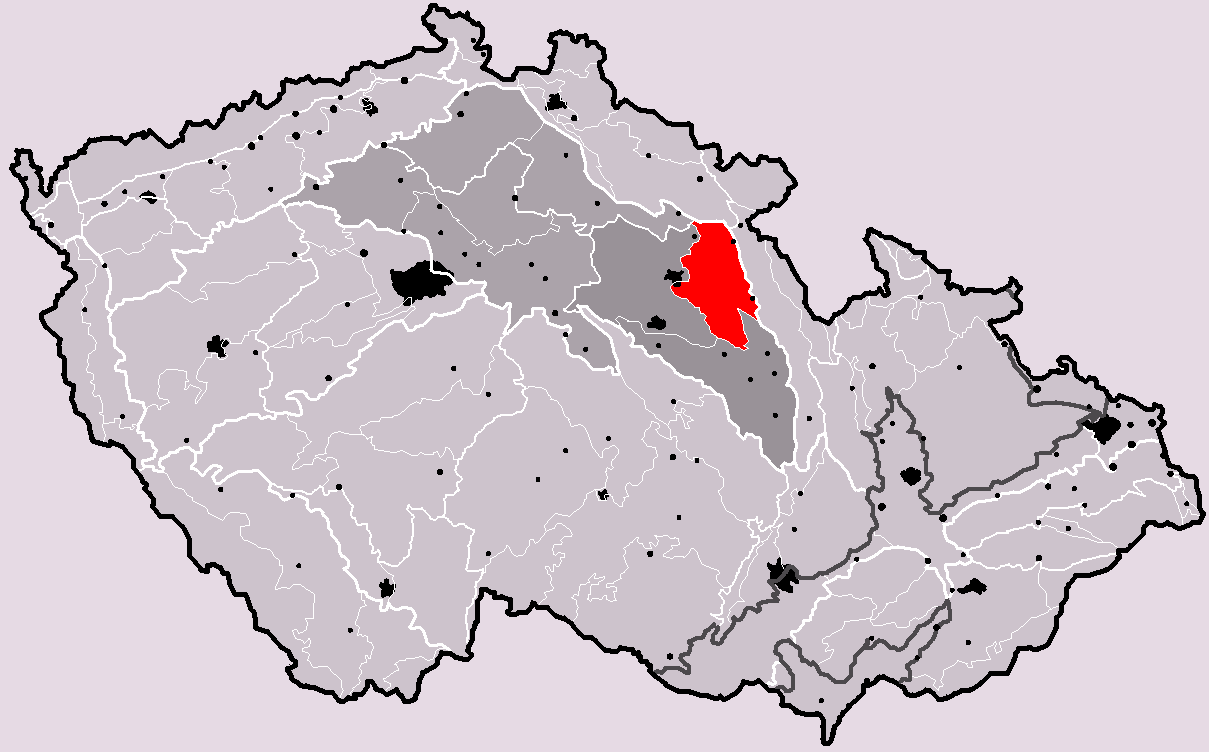
Położenie Płyty Orlickiej